# Gilles Lodin-Lalaire
Gilles Anne Lodin-Lalaire est un homme politique français né le 13 août 1746 à Noyal-sous-Bazouges (Ille-et-Vilaine) et décédé le 10 juin 1822 à Rennes (Ille-et-Vilaine).
Juge au tribunal de district de Rennes, il est élu député d'Ille-et-Vilaine au Conseil des Cinq-Cents le 26 germinal an VI. Favorable au coup d'État du 18 Brumaire, il devient président du tribunal civil de Rennes de 1800 à 1815.

## Sources
- « Gilles Lodin-Lalaire », dans Adolphe Robert et Gaston Cougny, Dictionnaire des parlementaires français, Edgar Bourloton, 1889-1891 [détail de l’édition]